# Stanze per la giostra
Le Stanze de messer Angelo Poliziano cominciate per la giostra del magnifico Giuliano di Pietro de Medici, meglio note come Stanze per la giostra, sono un'opera incompiuta in lingua volgare del poeta italiano Angelo Poliziano (1454-1494).

## Genesi dell'opera
L'opera, un poemetto in ottave, fu composta per celebrare la vittoria riportata da Giuliano de' Medici in un torneo tenutosi il 29 gennaio 1475 a Firenze, nella piazza di Santa Croce; il torneo era stato organizzato dal signore di Firenze, Lorenzo il Magnifico, fratello di Giuliano, per celebrare l'accordo di pace tra le potenze italiane stretto nel 1474 grazie all'azione del Magnifico. Il poemetto, la cui realizzazione iniziò nello stesso anno 1475, consta di due libri: il primo di centoventicinque ottave, il secondo di sole quarantasei; la composizione fu infatti interrotta, con tutta probabilità, a causa della morte di Giuliano e del ferimento di Lorenzo nella sollevazione seguita alla congiura dei Pazzi, il 26 aprile 1478.

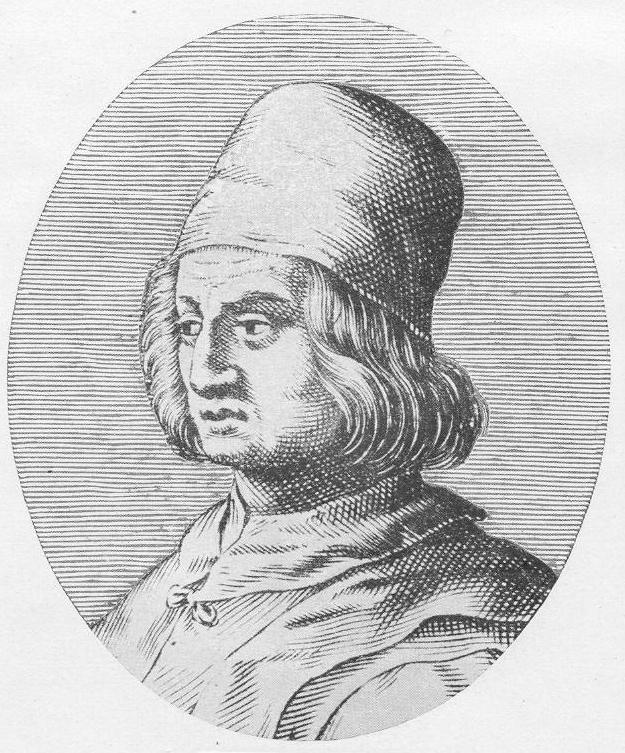
Angelo Poliziano

Nella stesura delle Stanze, Poliziano si ispirò a un'opera di Luigi Pulci, che era stato autore, nel 1469, di un testo analogo volto all'esaltazione di Lorenzo il Magnifico. Poliziano scelse di scrivere in lingua volgare, adoperando come strofa (o stanza) l'ottava, già adoperata da Giovanni Boccaccio nel Filostrato. Accanto al tema encomiastico dell'elogio di Giuliano, l'opera racconta anche l'amore platonico di Giuliano per una donna fiorentina, Simonetta Cattaneo, sposa di Marco di Piero Vespucci. Il disegno dell'opera dovette però essere modificato nel 1476 a causa della morte improvvisa di Simonetta, avvenuta il 26 aprile.

### La pubblicazione e la tradizione del testo
Le Stanze furono pubblicate per la prima volta nel 1484 nella raccolta Cose vulgare del Poliziano; resta di fondamentale importanza l'edizione di Aldo Manuzio del 1498.
 Nel 1526 realizza la stampa delle Stanze a Venezia il tipografo Iacopo Pencio (Le stanze bellissime di messere Angelo Politiano. Da messer Tizzone Gaetano di Pofi diligentemente riuiste), nell’edizione di Tizzone Gaetano: sugli esemplari si ritrova la nota informativa apposta dal tipografo per accreditare la propria opera: «Impresse in Vinegia: ne la fucina di me Giacobo da Lecco, ne lanno 1526 et finite hoggi che e il primo di Febraro». 
Nel corso del XVI secolo, le Stanze furono spesso manomesse, secondo il gusto del tempo, da coloro che volevano eliminarne la venatura popolare caratteristica dello stile comunque raffinatissimo di Poliziano. Solo nel 1863, grazie all'impegno di Giosuè Carducci, vide la luce una nuova edizione filologicamente accurata, dove le Stanze furono ripresentate nella loro versione originale, epurata dalle interpolazioni e dalle modifiche cinquecentesche.
I pregi dell'opera, piuttosto che nella trama, particolarmente esile, sono nel significato stesso dell'operazione letteraria compiuta da Poliziano nelle Stanze:
( Alberto Asor Rosa, Storia europea della letteratura italiana. Vol. I - Le origini e il Rinascimento, Torino, Einaudi, 2009,  p. 413.)

## Trama
Nel primo libro, composto da centoventicinque stanze, Iulio o Iulo, trasfigurazione classicheggiante di Giuliano, è rappresentato come un giovane bello e coraggioso, in perfetta aderenza al paradigma mitico di Ippolito. Egli vive armoniosamente, disprezzando l'Amore e dedicandosi agli esercizi del corpo, alla caccia e all'attività poetica. Tuttavia Cupido, con l'intento di vendicarsi, mentre Iulo è impegnato in una battuta di caccia, gli fa apparire davanti una splendida cerva, che il giovane tenta, senza successo, di raggiungere. Quando i due giungono in una radura, la cerva si trasforma in una bellissima ninfa, Simonetta. Colpito dalla freccia di Cupido, Iulo si innamora della giovane. Il dio, soddisfatto della buona riuscita del suo piano, può dunque tornare felice a Cipro, presso la madre Venere. Poliziano si dilunga nella descrizione delle bellezze del giardino e del palazzo della dea.
Il secondo libro, composto da quarantasei stanze e incompiuto, si apre con la decisione da parte di Venere, informata dal figlio dell'accaduto, di assicurare che l'amore di Iulo sia ricambiato da Simonetta. Perché questo accada, è tuttavia necessario che Iulo dimostri la sua virtù combattendo e ottenendo la vittoria in un torneo indetto per la giovane; Iulo è informato della decisione divina in sogno dallo stesso Cupido, che gli preannuncia anche la prossima morte dell'amata. L'opera si interrompe mentre Iulo, ardente d'amore, si appresta a partecipare alla giostra.

## Forma e stile

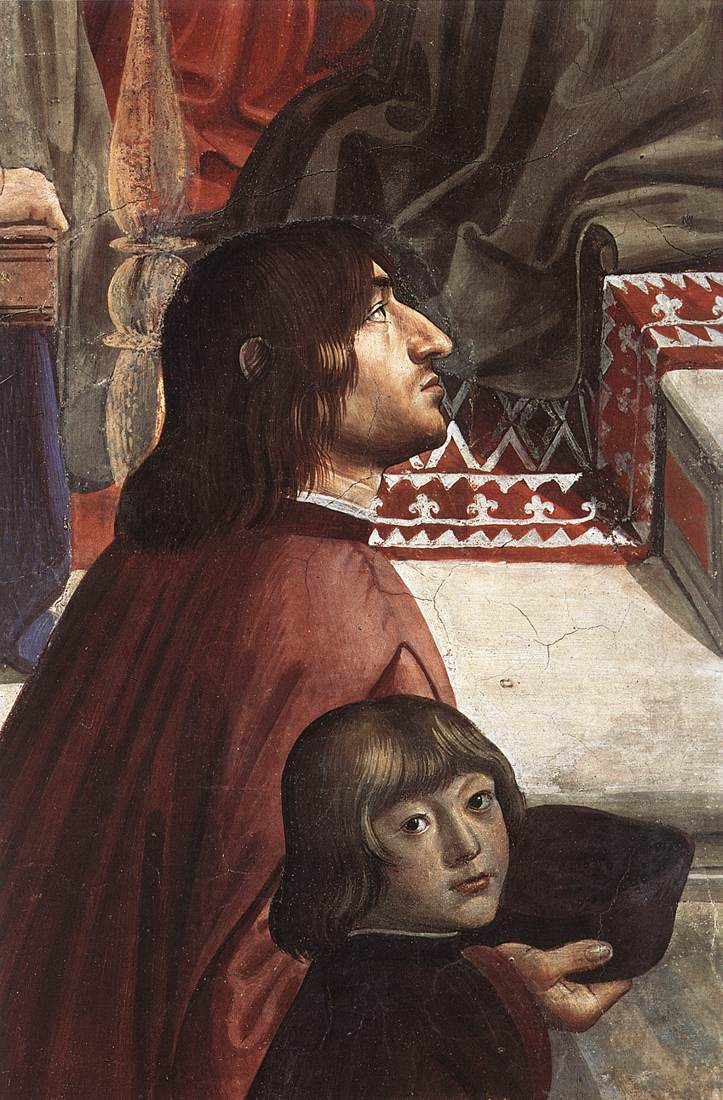
Angelo Poliziano e Giuliano de' Medici, Domenico Ghirlandaio, Cappella Sassetti, Santa Trinita, Firenze.

La tecnica poetica di Poliziano presenta numerose affinità con la tecnica pittorica degli artisti a lui contemporanei, come Botticelli: il letterato si rifece, infatti, alla sententia del poeta latino Quinto Orazio Flacco, che voleva del tutto simili la poesia e la pittura (Ut pictura poësis). I personaggi, dunque, sono quasi del tutto privi di qualsiasi caratterizzazione psicologica o sentimentale: la loro stessa descrizione, anzi, è condotta in modo particolarmente sobrio e stilizzato, come esemplificano la raffigurazione di Iulo che si reca alla caccia, indomito e insensibile, e quella del momento in cui assiste all'apparizione della ninfa Simonetta. I passi più notevoli dell'opera, dunque, appaiono non tanto le descrizioni dei personaggi, quanto quelle degli elementi naturali, quali paesaggi, boschi, prati ma anche animali, come la cerva destinata a trasformarsi in ninfa. Gli elementi di realismo sono rari, ma tali raffigurazioni presentano «una deliziosa, elegante, un po' astratta precisione descrittiva»:
giva predando ora uno or altro fiore.»
(I, 25.)
Descrizioni di tal genere abbondano in tutte le Stanze; raramente si assiste a scene più animate, che tuttavia non perdono comunque le caratteristiche di raffinatezza ed eleganza formale proprie di tutta l'opera.
Il lessico delle Stanze si fonda sostanzialmente su quello petrarchesco, cui Poliziano seppe congiungere il proprio gusto per la raffinatezza e il preziosismo lessicale e stilistico. Su tale base, inoltre, il letterato inserì nell'opera numerosi elementi di memoria stilnovistica, dantesca o boccaccesca, congiunti a elementi del linguaggio popolare. Ebbe però cura di evitare lo scontro tra termini provenienti da registri diversi ricercando «l'armonia nella varietà» dei registri, rifuggendo al contempo effetti di eccessivo realismo.
Nell'opera di Poliziano, l'ottava rima si rivela particolarmente agile, in grado di fondere i toni popolareschi delle opere di Luigi Pulci con quelli sognanti del Boccaccio. L'unità del verso è spesso spezzata in più unità ritmiche minori grazie ad un attento e vario uso della sintassi, che fonde tendenze popolareggianti e paratattiche con l'utilizzo di stilemi rigidamente codificati, quali chiasmo e parallelismo. Tale il giudizio dello storico della letteratura italiana Alberto Asor Rosa sulla componente stilistica delle Stanze:
( Alberto Asor Rosa, Storia europea della letteratura italiana. Vol. I - Le origini e il Rinascimento, Torino, Einaudi, 2009,  p. 416.)

## Componente mitologica

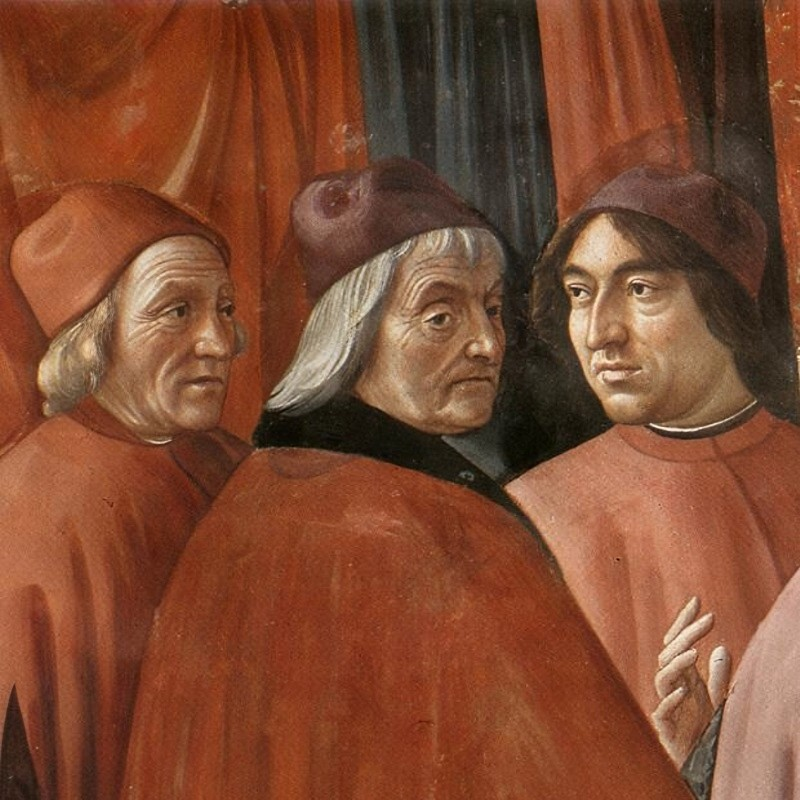
Cristoforo Landino (al centro) accanto a Angelo Poliziano, dettaglio della scena dellAnnuncio dell'angelo a Zaccaria, Domenico Ghirlandaio, Cappella Tornabuoni, Santa Maria Novella, Firenze

Le figure della mitologia classica occupano nelle Stanze un ruolo di primissimo piano. La tendenza a inserire personaggi mitologici nelle opere letterarie d'altronde non del tutto estranea alla letteratura del Medioevo; dopo Poliziano sarebbe divenuta particolarmente comune, tanto da perpetuarsi per più di tre secoli sino all'inizio del XIX secolo e all'avvento del Romanticismo. Tra i personaggi mitici che compaiono nell'opera, particolare importanza rivestono Venere e Cupido, ai quali si affiancano il Centauro, le Grazie, le ninfe, Pasitea; tutti sono però privi di qualsiasi caratterizzazione ideologica o religiosa, e rappresentano piuttosto allegorie di stati d'animo e sentimenti umani. Tale tendenza appare chiara nell'episodio del sogno di Iulo, la cui trama è costellata da frequentissimi riferimenti mitici di valore allegorico.
La tendenza a fare dei personaggi mitici allegorie ha il suo corrispondente nell'uso, ben più raro, della personificazione di caratteri e sentimenti umani in luogo delle figure della mitologia:
(II, 20.)

### Venere e l'Amore
La figura di Venere riveste una fondamentale importanza nelle Stanze: essa era infatti uno degli elementi fondamentali della filosofia neoplatonica di Marsilio Ficino, che distinse una Venere celeste, causa della diffusione dell'amore divino nel mondo, da una Venere terrena, all'origine della crescita spirituale di chi sa dominare le proprie passioni: questa Venere opera, nelle Stanze, su Iulo. Secondo le teorie cosmologiche di Ficino, inoltre, l'amore è il fondamento del cosmo: grazie ad esso avviene la creazione, ed esso guida le creature verso Dio.
Se dunque al principio della narrazione la figura di Iulo appare piuttosto insensibile e rifiuta l'amore, ciò si ricollega ai caratteri di devozione e castità propri dell'orfismo: è però proprio la scoperta dell'amore a liberare il giovane da quelle componenti orfiche legate all'esperienza funebre.
L'innamoramento appare quindi come processo di crescita spirituale interiore, di progressiva acquisizione del dominio di sé, ma anche come fonte di conoscenza: il regno di Venere, dove Cupido giunge nelle ultime ottave del primo libro, è raffigurato a immagine del regno delle idee platonico, dove la pluralità del reale può essere ricondotta a un'origine razionale e ordinata che è sottesa a tutte le manifestazioni della realtà stessa. Il viaggio verso tale regno esprime dunque l'allontanamento dell'uomo dalla dimensione materiale e il suo viaggio verso la conoscenza.
In un'opera tanto caratterizzata dal figurativismo, dunque, l'Amore, assieme alla bellezza femminile nella sua forma sensuale, cui appare intrinsecamente legato, viene a essere l'unico stabile punto di riferimento nel fragile impianto ideale dell'opera stessa. Di conseguenza, sebbene la tendenza al figurativismo sia costantemente presente, la descrizione della ninfa Simonetta è caratterizzata da «qualche bagliore di sensualità autentica» che «da quelle immagini arriva fino a noi».

## Componente encomiastica
L'attenzione dedicata da Poliziano al tema mitologico e, in particolare, a quello amoroso, non nega il fatto che le Stanze restino nella loro sostanza un'opera caratterizzata da un fine encomiastico. Esse furono composte per celebrare la vittoria in torneo di Giuliano de' Medici, figlio di Piero e fratello di Lorenzo il Magnifico: tale intento traspare chiaramente in più passi dell'opera, dove è apertamente lodato l'operato di Giuliano, e, per suo tramite, l'intera famiglia dei Medici.
Anche l'elemento encomiastico si inquadra completamente nel gusto e nella poetica di un autore, come Poliziano, che opera sotto l'egida di un mecenatismo colto e illuminato. L'attività poetica era infatti intesa essenzialmente come esercizio d'arte, e quindi poteva porsi senza problemi al servizio di un signore: lo stesso fenomeno, seppure con modalità differenti, si verificò alla corte ferrarese degli Este con le figure di Matteo Maria Boiardo e Ludovico Ariosto.

## Influenze e modelli
La poesia di Poliziano, tanto quella greca o latina quanto quella in volgare, è costantemente intessuta di riferimenti alla tradizione classica o medievale. Notevole è l'influenza di Francesco Petrarca, che già nel Canzoniere aveva identificato la donna amata con una cerva, ma ancora maggiore è l'influsso sulle Stanze dei Trionfi petrarcheschi e delle allegorie in essi sviluppate: si è anche supposto che, se l'opera fosse stata portata a compimento, si sarebbe conclusa con il trionfo della Fama sulla Morte e sul Tempo, a loro volta vincitori dell'Amore.
Oltre a quello del neoplatonismo di Marsilio Ficino, le Stanze subirono anche l'influsso della letteratura in volgare del Dolce stil novo, di Dante e Boccaccio, e della letteratura classica di Marco Tullio Cicerone e Publio Ovidio Nasone, ma anche di Claudio Claudiano, autore dell'incompiuto De raptu Proserpinae in tre libri.
Francesco De Sanctis osserva: "Tra il poeta e il suo mondo non c'è comunione diretta: ci stanno di mezzo Virgilio, Teocrito, Orazio, Stazio, Ovidio, che gli prestano le loro immagini e i loro colori. Ma egli ha un gusto così squisito ed un sentimento della forma così fine che ciò che riceve esce con la sua stampa come una nuova creazione. [...] Da un intimo godimento della natura accompagnato con un sentimento puro e delicato della forma, sviluppato ed educato dai classici, è uscito il nuovo ideale della letteratura, l'ideale delle Stanze; ciò che possiamo chiamare in due parole: voluttà idillica".